# Шадринск
Шадринск (рус. Шадринск) град је у Русији у Курганској области. Према попису становништва из 2010. у граду је живело 77.744 становника.

## Становништво
Према прелиминарним подацима са пописа, у граду је 2010. живело 77.744 становника, 3.121 (3,86%) мање него 2002.
| 1939.  | 1959.  | 1970.  | 1979.  | 1989.  | 2002.  | 2010.  |
| ------ | ------ | ------ | ------ | ------ | ------ | ------ |
| 31.149 | 56.129 | 72.619 | 81.511 | 86.713 | 80.865 | 74.567 |